# دریای عرب
دریای عرب (به انگلیسی: Arabian Sea) همچنین (دریای عمان، عمان دنیزی، بحر مکران و بحر العجم)، پهنه‌ای آبی است در شمال اقیانوس هند، میان شبه‌جزیره عربستان و هندوستان، در شمال متصل به خلیج عمان که به خلیج فارس می‌پیوندد و بخشی از اقیانوس هند به‌شمار می‌آید.

## وسعت و حد و مرز

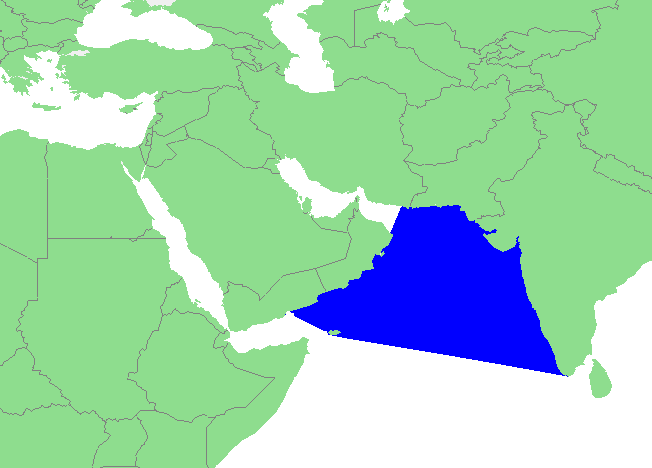
حدود دریای مکران

حداکثر پهنای دریای مَکُران را ۲٬۴۰۰ کیلومتر و حداکثر ژرفای آن را ۵٬۰۰۰ متر برآورد کرده‌اند. بزرگ‌ترین رودخانه‌ای که به این دریا فرومی‌ریزد رود سند است. ۳٬۸۶۲٬۰۰۰ کیلومتر مربع وسعت دارد و از نظر مساحت سومین دریای بزرگ دنیا است.
امروزه دریای مکران یا (عرب) بر اساس تعریف سازمان آب‌نگاری بین‌المللی و سازمان بین‌المللی کشتی نوردی پهنه آبی است که از خلیج عمان تا تمام سواحل هند و پاکستان و بخشی از ساحل شرق ایران و تا سواحل جیبوتی در شاخ آفریقا را در بر می‌گیرد. اما امروزه طول و عرض جغرافیایی و محدودهٔ مرزی آن بر اساس اعلام سازمان آبنگاری بین‌المللی چنین بیان شده‌است:

در غرب از مرز غربی خلیج عدن و جنوب شبه‌جزیرهٔ عربستان تا شرق سواحل ایران و تمام سواحل پاکستان تا سواحل شبه‌قارهٔ هند و پایین‌ترین نقطهٔ جنوب آخرین جزیرهٔ کشور مالدیو راس گواردافو (Ras Asir, 51°16'E)]. در شمال.  خط راس حد، نقطهٔ شرقی شبه‌جزیرهٔ عربستان (۲۲°32'N) و راس جیوانی (۶۱°43'E) پاکستان. ادواتول(مالدیو), جهت شرقی رأس هافون راس هافون (آفریقا، ۱۰°26'N).
در شرق:  حدود غربی دریای لاکادیو خط مستقیمSadashivgad Lt. غرب ساحل هند (۱۴°۴۸′ شمالی ۷۴°۰۷′ شرقی / ۱۴٫۸۰۰°شمالی ۷۴٫۱۱۷°شرقی) to Corah Divh (۱۳°۴۲′ شمالی ۷۲°۱۰′ شرقی / ۱۳٫۷۰۰°شمالی ۷۲٫۱۶۷°شرقی) Laccadive and Maldive Addu Atoll ادو اتل در مادیو]. 

## نام
در بسیاری از منابع و نوشته‌های غربی‌ها در قرن‌های ۱۴ تا ۱۸ نیز اقیانوس هند، دریای عجم یا دریای پارس یا دریای اریتره و مَکران نامیده شده‌است. در منابع اسلامی و عربی نیز نامی از بحر عرب نیامده و این نام در دو قرن اخیر ظاهر شده‌است از جمله آن‌ها ابن حوقل در ص ۴۲ سوره الارض ، و در کتاب عجایب مخلوقات (موجودات شگفت‌انگیز (زکریای قزوینی) و جزایر مسحور (علی بن حسین مسعودی) (حافظ ابرو) است. عبدالله بن لطف بن عبدالرشید، تاریخ‌دان جغرافیایی و جهانگردان ذکر شده در کتاب تاریخ اسلام و ایران، دریای سبز را تبیین می‌کند و می‌گوید که آن را نیز دریای هند می‌نامند و مربوط به دریای پارس است. همچنین در نقشه‌های رسمی دورهٔ عثمانی، دریای ایرانیان (بحر العجم) نوشته شده‌است.

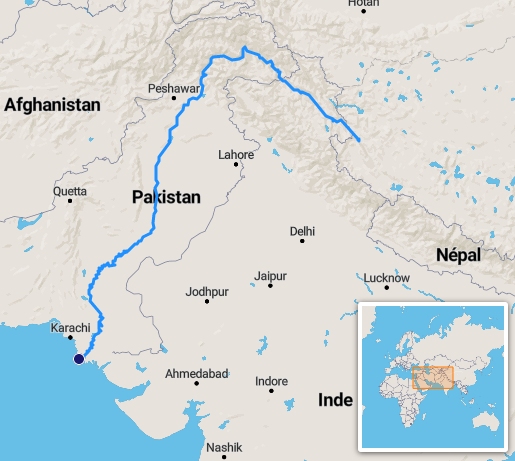
رود سند و دریای سند

در بسیاری از منابع و نوشته‌های غربی‌ها در قرن‌های ۱۴ تا ۱۸ نیز اقیانوس هند و دریای عرب، دریای عجم یا دریای پارس یا دریای اریتره نامیده شده‌است. اما نام دریای عرب از قرن ۱۸ به بعد توسط انگلیسی‌ها به کار برده شد.

## تفاوت دریای عرب، دریای عمان و خلیج عمان
امروزه اکثر کشورها و سازمانهای بین‌المللی این پهنه آبی را دریای عرب و فقط آبهای پهنه آبی شرق تنگه هرمز را خلیج عمان می‌نامند. اما ترکیه به سنت دوره عثمانی به‌جای دریای عرب و خلیج عمان به کل پهنه آبی شمال اقیانوس هند دریای عمان می‌گوید و دریای عرب بکار نمی‌برد. پیری رئیس دریا سالار عثمانی و کاتب چلبی در نقشه خود آبهای منطقه را اینگونه ترسیم کرده و تاکنون این رویه باقی مانده‌است. اما بعضی از نقشه نگاران بعدی عثمانی به‌جای دریای عمان و دریای عرب، «بحر محیط عجم» بکار برده‌اند. این ادبیات به‌طور غیررسمی در ایران نیز رایج است و دریای عمان را برای کل آبهای شمال اقیانوس هند بکار می‌برند. 

## کشورهای کناره
کشورهایی که با این دریا کرانه دارند عبارتند از: عمان، ایران، یمن، پاکستان، هندوستان، مالدیو و امارات متحده عربی. شهرهای کرانه‌ای آن عبارتند از بمبئی در (هندوستان) و کراچی در (پاکستان). ۳٬۸۶۲٬۰۰۰ کیلومتر مربع وسعت دارد. جزیرهٔ مرجان شرقی‌ترین نقطهٔ ایران در مجاورت این دریا است.
بیش از ۷۰ درصد یعنی حدود ۳٬۵۰۰ کیلومتر از خط ساحلی این دریا مربوط به کشورهای غیرعربی است؛ به همین جهت هند و پاکستان می‌خواهند نام دریای پیرامون خود را عوض کنند. یک میلیارد جمعیت اطراف این دریا غیر عرب هستد ولی به نام دریای عرب معرفی شده‌است. در میان جغرافی‌نویسان اسلامی نام دریای عرب برای نخستین‌بار در دو قرن اخیر ظاهر شده‌است، که این نام را ابتدا استعمارگران اروپایی در نقشه‌ها رایج نمودند. در منابع عربی و اسلامی نام بحر عرب نیامده است و آن‌ها کل این دریا را به همراه دریای عمان و خلیج فارس را روی هم بحر فارس نامیده‌اند.

### کشورهای غیرعربی
۱.  ایران ۵۰ کیلومتر خط ساحلی
۲.  پاکستان ۱٬۰۵۰ کیلومتر خط ساحلی
۳.  هند ۲٬۵۰۰ کیلومتر خط ساحلی
۴.  مالدیو ۱٬۰۰۰ کیلومتر خط ساحلی

### کشورهای عربی
۱.  یمن ۵۰۰ کیلومتر خط ساحلی
۲.  عمان ۱٬۰۰۰ کیلومتر خط ساحلی
۳.  سومالی ۱۰۰ کیلومتر خط ساحلی

## شهرهای کناره
- بمبئی - هندوستان
- کراچی - پاکستان
- چابهار

## شناگاه‌ها
- کرانه‌های گوآ
- ساحل جوهو در بمبئی
- چابهار

### نگارخانه

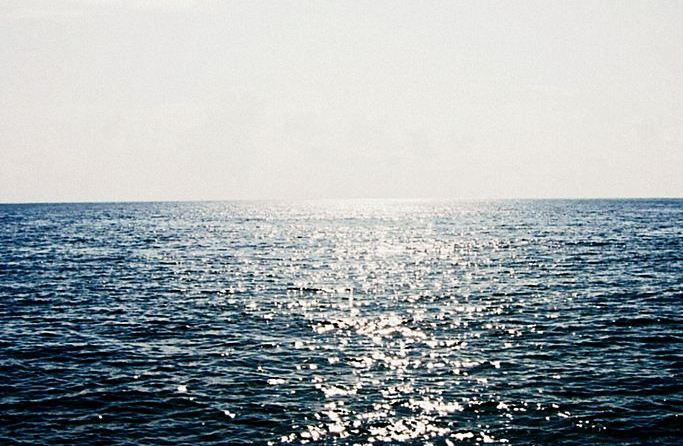
دریای مکران
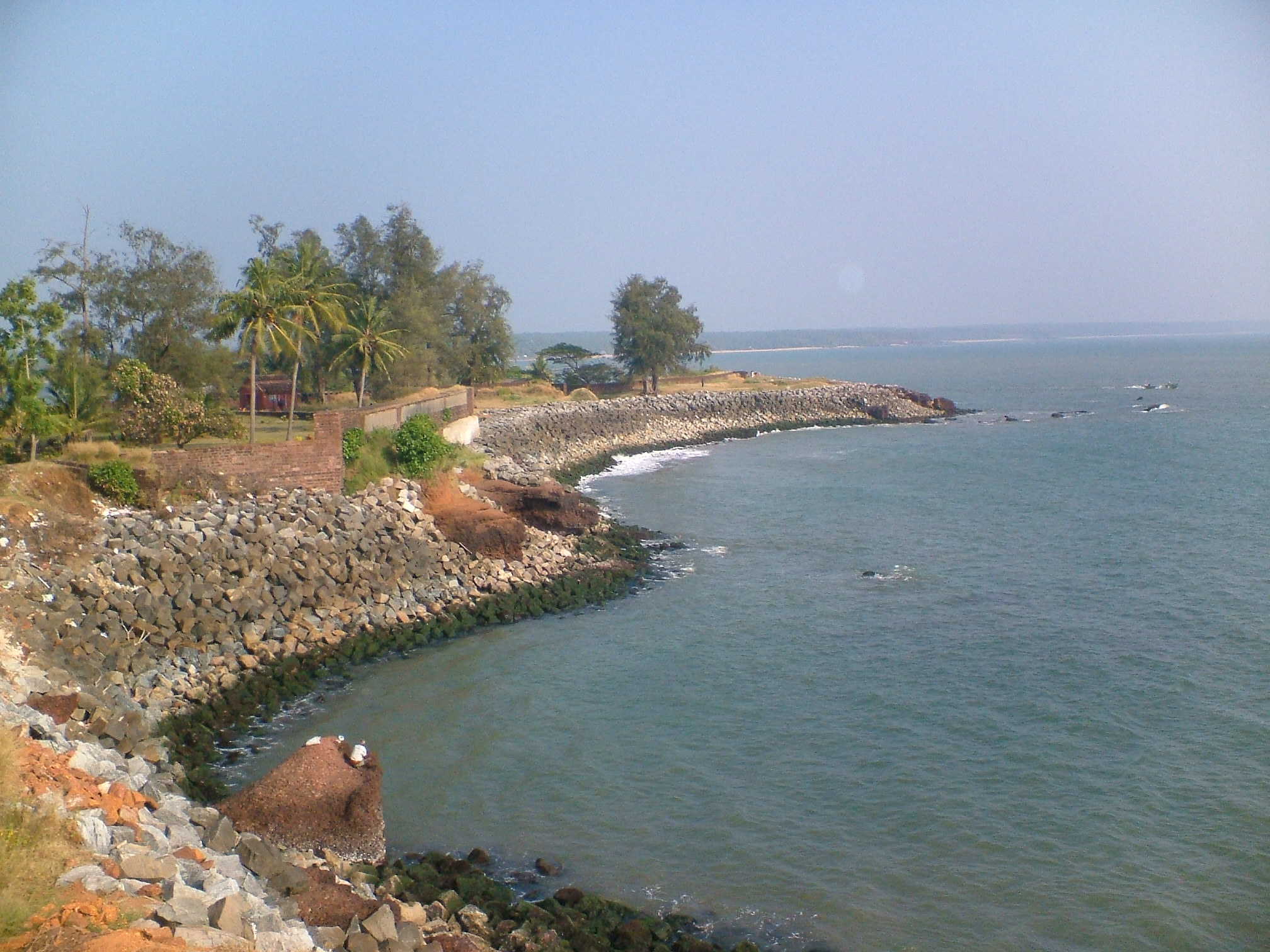
دریای مکران
ساحل دریای مکران در ایران
Makran sea .Makoran coast in Iran
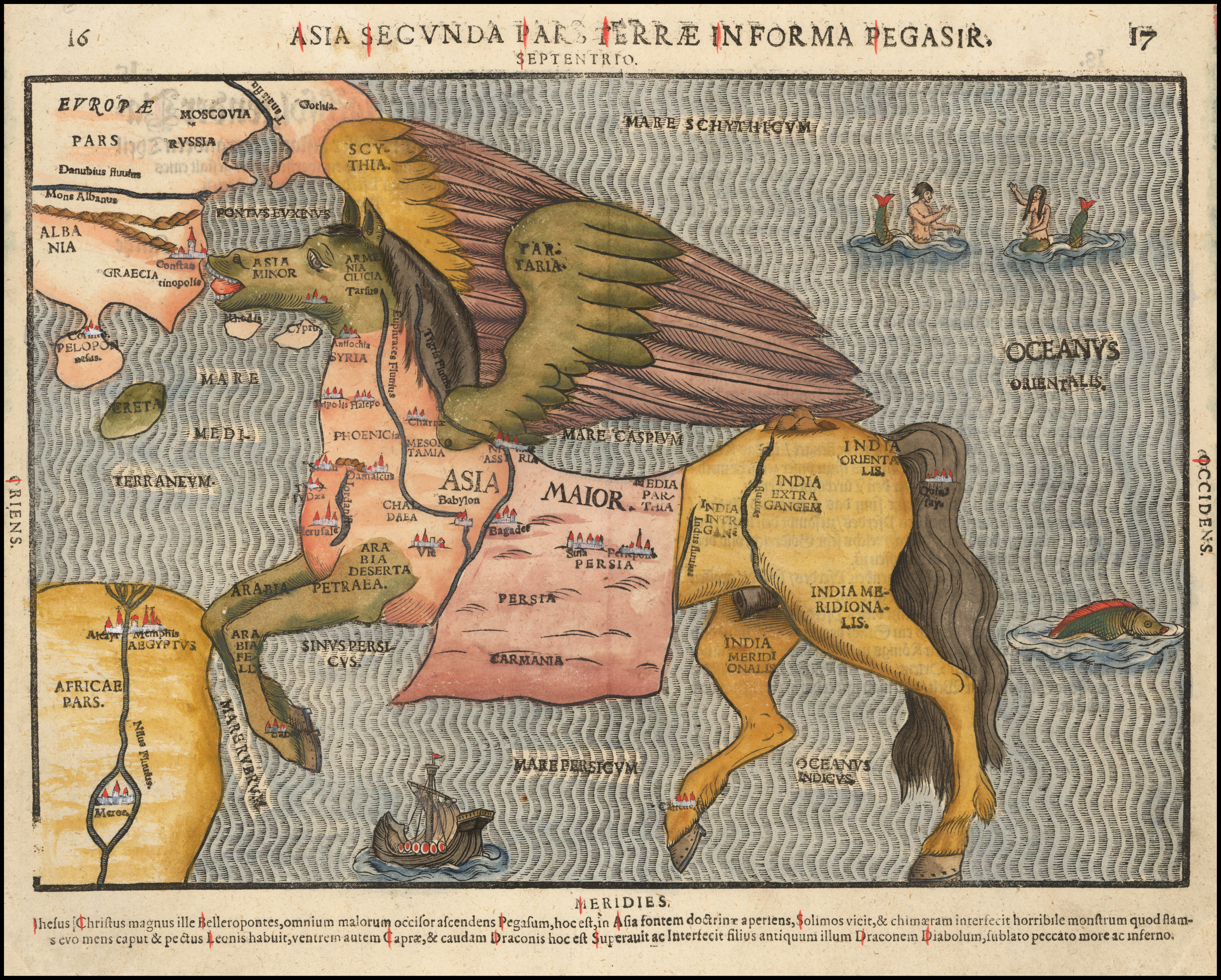
دریای پارس و خلیج فارس the Mare Persicum
ساحل دریای مکران چابهار
مکران
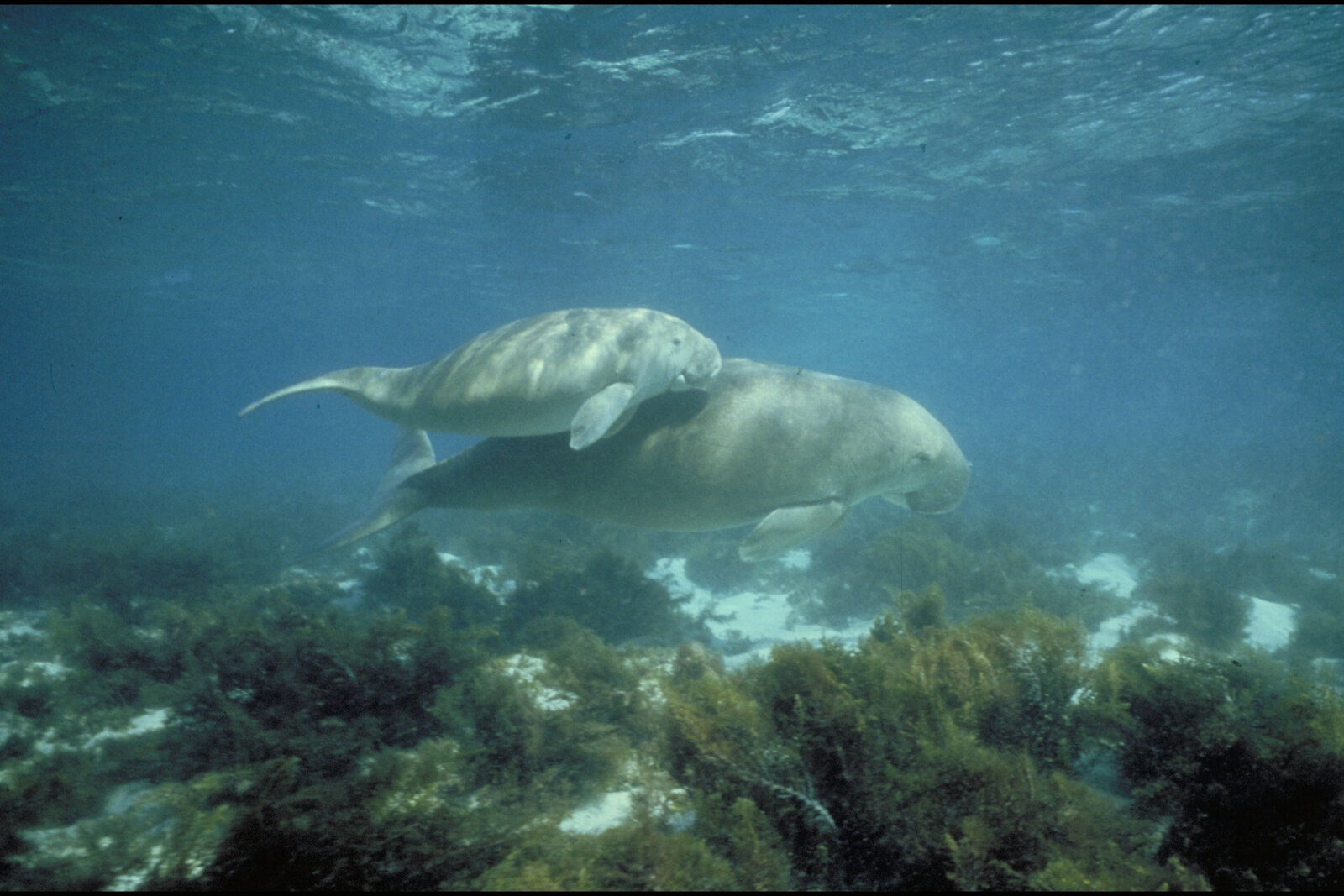
یک فیل دریایی و فرزندش در آب‌های کم‌ژرفا
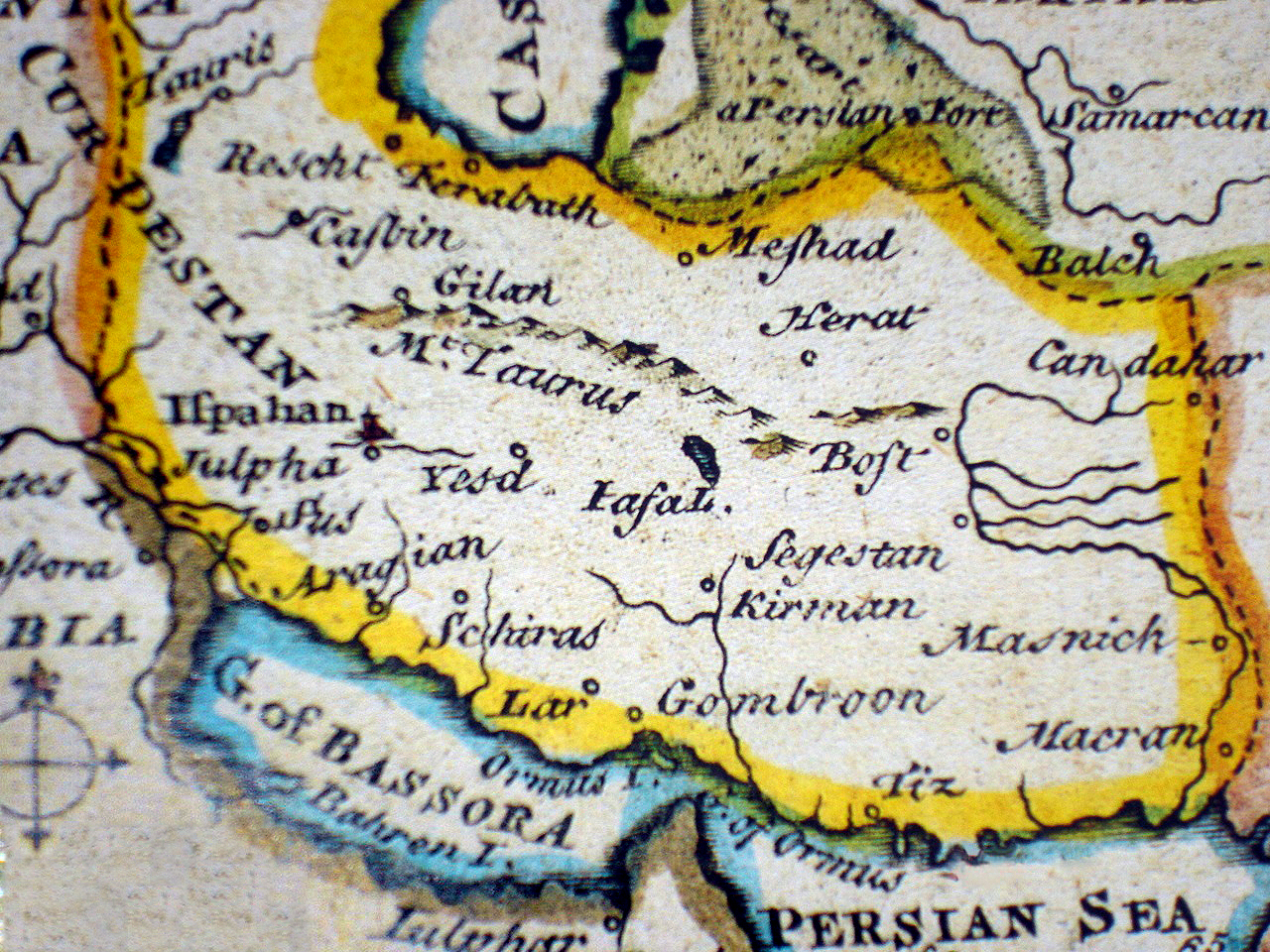
Persian Sea